# Ocrerie de Sauilly
L'ocrerie de Sauilly est une usine située à Diges,  en Puisaye, dans le département français de l'Yonne. Elle a reçu le label « Patrimoine du XXe siècle ».

## Description
L'usine est située à Sauilly, sur la commune de Diges dans le nord-ouest de l'Yonne. C'est l'un des derniers vestiges de l'activité ocrière de l'Auxerrois. Créée dans le deuxième quart du XIXe siècle, elle est restée en activité jusqu'en 1961.
La couche géologique exploitée était la c1-2 du Cénomanien (Crétacé supérieur) Albien (Crétacé inférieur), avec une épaisseur allant de 0,30 cm à 2 m.
L'édifice est inscrit au titre des monuments historiques en 1999.